# Kanton Bretteville-l'Orgueilleuse
Kanton Bretteville-l'Orgueilleuse (fr. Canton de Bretteville-l'Orgueilleuse) je francouzský kanton v departementu Calvados v regionu Normandie. Při reformě kantonů v roce 2014 byl vytvořen z 40 obcí. V květnu 2016 ho tvořilo 38 obcí (vzhledem k procesu slučování některých obcí).

## Obce kantonu (v květnu 2016)
- Amblie
- Audrieu
- Bény-sur-Mer
- Bretteville-l'Orgueilleuse
- Brouay
- Bucéels
- Cairon
- Carcagny
- Cheux
- Colombiers-sur-Seulles
- Coulombs
- Creully
- Cristot
- Cully
- Ducy-Sainte-Marguerite
- Fontaine-Henry
- Fontenay-le-Pesnel
- Le Fresne-Camilly
- Juvigny-sur-Seulles
- Lantheuil
- Loucelles
- Martragny
- Le Mesnil-Patry
- Putot-en-Bessin
- Reviers
- Rosel
- Rots [p 1]
- Rucqueville
- Saint-Gabriel-Brécy
- Saint-Manvieu-Norrey
- Saint-Vaast-sur-Seulles
- Sainte-Croix-Grand-Tonne
- Tessel
- Thaon
- Tierceville
- Tilly-sur-Seulles
- Vendes
- Villiers-le-Sec